# Habralictus macrospilophorus
Habralictus macrospilophorus is een vliesvleugelig insect uit de familie Halictidae. De wetenschappelijke naam van de soort is voor het eerst geldig gepubliceerd in 1941 door Moure.